# Niké de Mégara
La Niké de Mégara (en griego: Νίκη των Μεγάρων) es una gran escultura griega antigua de mármol de finales del siglo IV o principios del III a. C. La estatua helenística representa a Niké, la diosa griega alada de la victoria; no se conservan sus brazos, alas ni cabeza. La estatua fue descubierta en el siglo XIX cerca de Mégara, una ciudad cercana a Atenas, Grecia. Se conserva en el Museo Arqueológico Nacional de Atenas, aunque en depósito, y no en exposición.

## Datación de la escultura
Basándose en comparaciones estilísticas, la obra puede datarse en torno al año 300 a. C., durante el periodo helenístico. Debido a las circunstancias de su excavación, hay pocas interpretaciones documentadas sobre los orígenes de la Nike. Su enorme tamaño indica que fue realizada como dedicación pública en un santuario. Se ha propuesto que la estatua sirvió como monumento votivo conmemorativo de una victoria militar que debió de tener lugar en la zona, no muy diferente de otras dos estatuas Niké más famosas, la Victoria alada de Samotracia de Samotracia y la Victoria de Peonio en Olimpia.

## Descubrimiento
La Niké de Megara fue encontrada al comienzo de la Guerra de Independencia griega en 1820 en la acrópolis de Mégara, ciudad situada al oeste de Atenas, por un corintio llamado Theochares Rentis. Junto a ella se encontraron también otras dos estatuas femeninas colosales. En junio de 1827, la viuda de Rentis vendió las tres estatuas a Carl Wilhelm von Heideck, agente del rey Luis I de Baviera, justo un mes después de la Disposición de la Tercera Asamblea Nacional de Trecén que prohibía la venta y exportación de antigüedades. Así pues, Heideck no pudo exportar las tres estatuas.
Una de ellas fue finalmente vendida por unos griegos al mes siguiente a un capitán estadounidense, que la donó a la Academia de Bellas Artes de Filadelfia, donde fue destruida en 1937. La segunda estatua fue trasladada al Museo Arqueológico de Egina, donde quedó registrada y recibió un número de ingreso en el catálogo de antigüedades del museo. Se la ha identificado con una estatua colosal femenina del museo de Egina (n.º de inv. 2253), aunque esta identificación ha sido puesta en duda (pero no descartada).
Esto significó que solo la Niké permaneció en Mégara, hasta que en 1840 fue trasladada al "Museo Público Central para las antigüedades" que había estado alojado desde 1835 en el Templo de Hefesto en el ágora de Atenas, incorrectamente identificado entonces como el Teseión. La obra fue trasladada a un nuevo emplazamiento, el Museo Arqueológico Nacional, en 1889.
Nunca ha sido expuesta al público. En 2018, después de más de cien años almacenada, el municipio de Mégara solicitó al NAMA la devolución de la Niké para exponerla en el Museo Arqueológico de Mégara; el museo rechazó la oferta y afirmó que su intención era exponer la Nike en la sala central del Museo Arqueológico Nacional para el bicentenario de la independencia griega en 2021; sin embargo, esto nunca ocurrió, y la Niké de Mégara permanece almacenada. En su lugar, el museo de Mégara expone una copia de un grabado de 1847.

## Descripción
Incluso sin la cabeza ni las alas, la altura de la estatua supera los 2,5 m, lo que la hace de tamaño natural. Fue tallada en mármol blanco.
La colosal estatua, de la que faltan y no se conservan la cabeza, los brazos y las alas, realizados por separado, representa a la diosa dando zancadas, con el pie derecho pisando el zócalo mientras avanza el izquierdo, intentando así captar una sensación de vuelo, mientras la parte superior de su cuerpo se retuerce en sentido contrario. Viste un quitón, del que solo se ven las mangas, y un peplo con un largo apoptigma, o sobrefalda, ceñido a la cintura de la diosa que acentúa el contorno de su cuerpo. La prenda que lleva aumenta la impresión de que vuela, ya que se adhiere a sus piernas y ondea al viento a ambos lados. Esto también se consigue con el movimiento lateral de los pliegues del apoptigma.
En 1840, la estatua se instaló sobre un pedestal cilíndrico, tal y como se muestra en un grabado coloreado de Andrea Gasparini de 1842. Se ha dicho de la Niké de Megara que, aunque habría sido aún más magnífica con la cabeza perdida y las alas desplegadas, no carece de la monumentalidad de las estatuas Nike más célebres de las antigüedades clásicas y helenísticas.